# Colegio Cesar Chavez

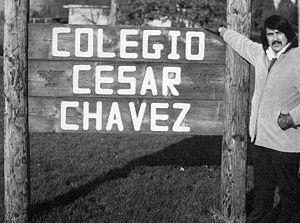
José Romero, az iskola társalapítója

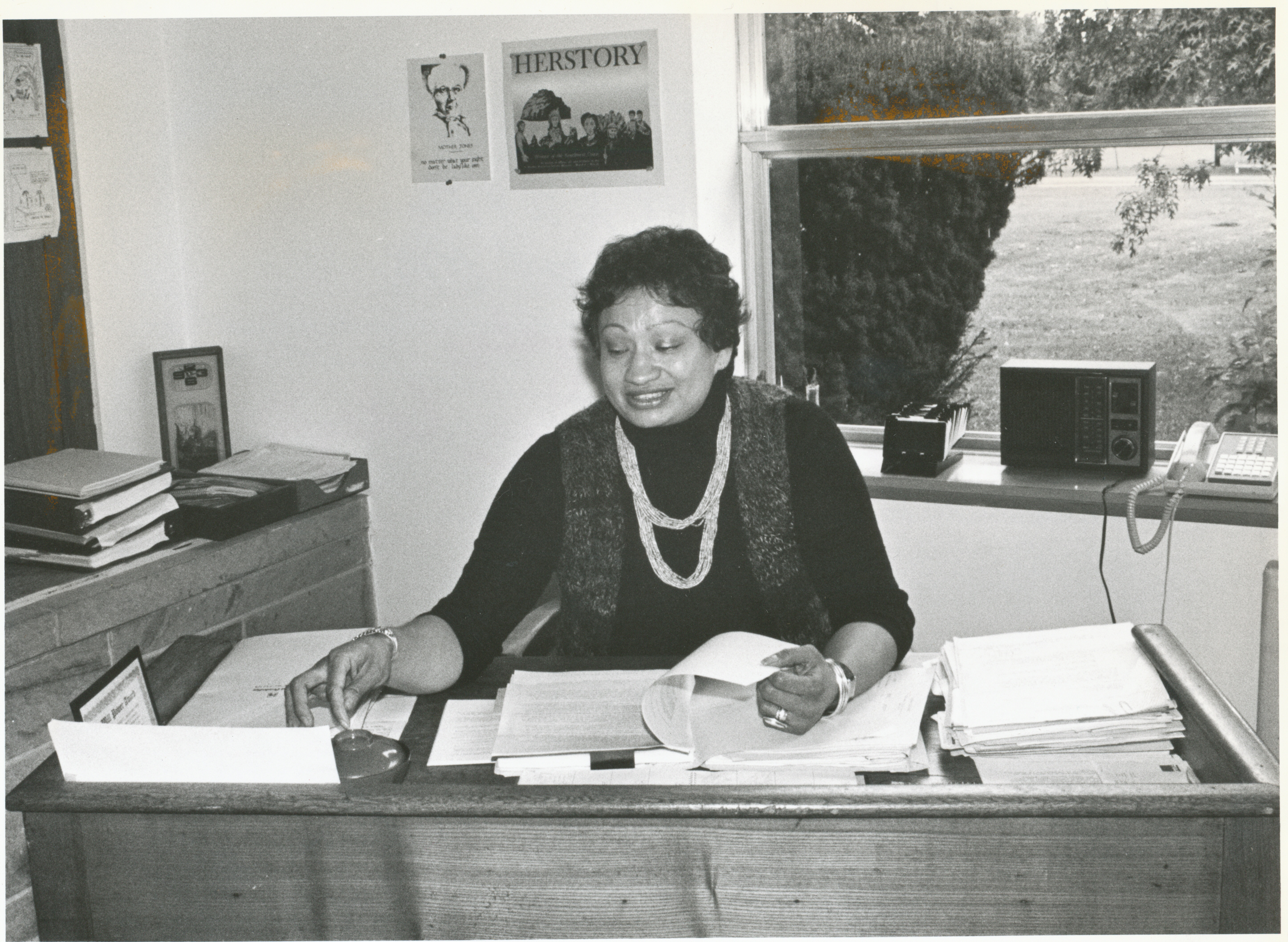
Irma Gonzalez, az intézmény utolsó vezetője 1981-ben

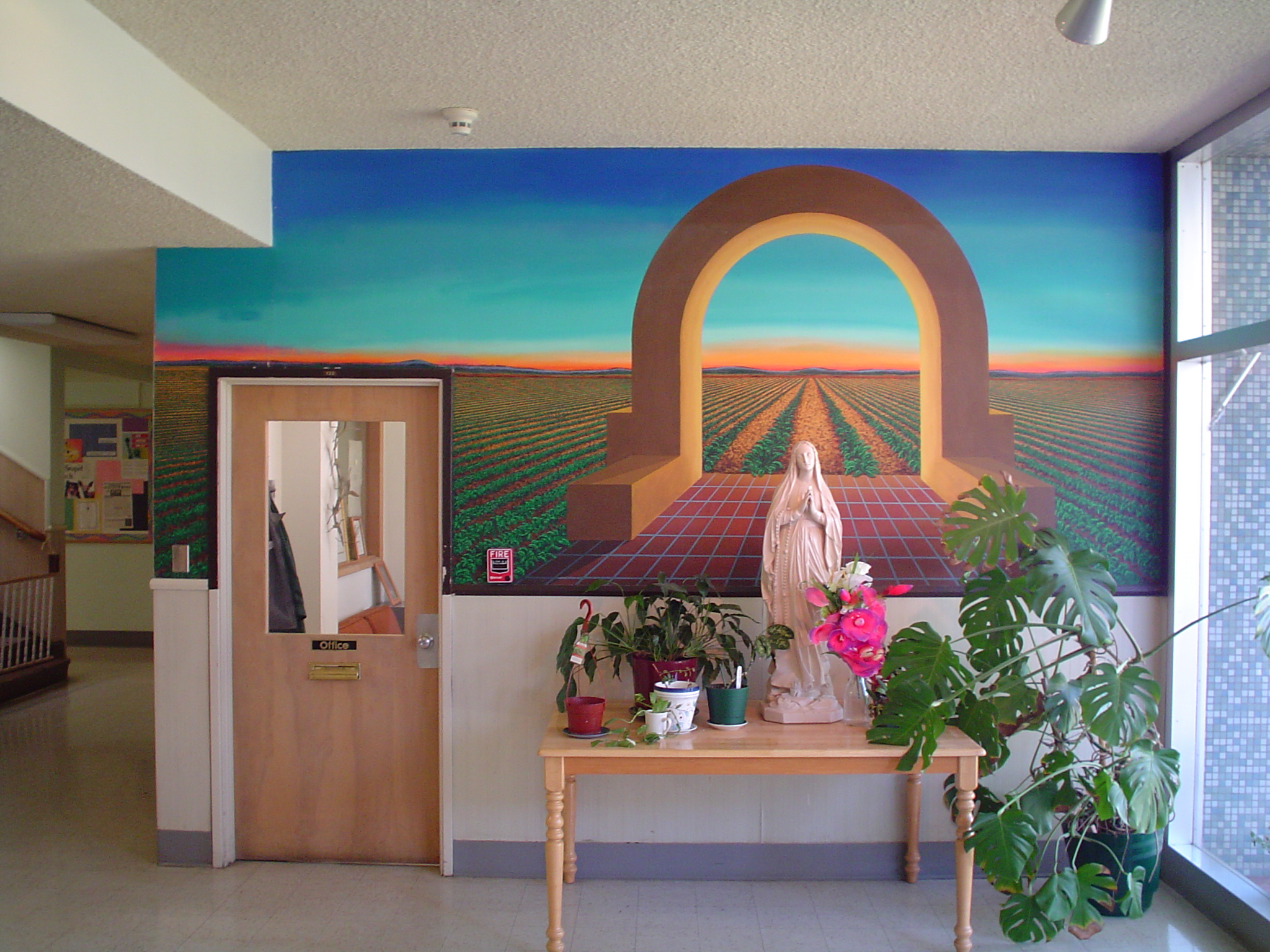
Daniel Desiga festménye, az utolsó, amely fennmaradt

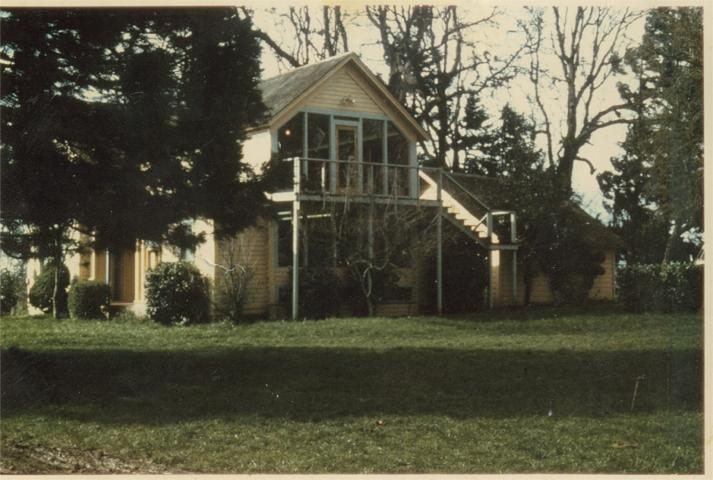
Arthur Omar Olivo és családja lakhelye

A Colegio Cesar Chavez (Cesar Chavez Főiskola) az Amerikai Egyesült Államok első csikánó főiskolája volt az Oregon állambeli Mt. Angelben. Az 1973 és 1983 között működő intézmény névadója Cesar Chavez mexikói-amerikai polgárjogi aktivista.
1975-ben az Északnyugati Főiskolai Szövetség tagjelöltje lett. 1977-ben huszonketten végeztek, amely több, mint az Oregoni Egyetemen és az Oregoni Állami Egyetemen ugyanezen évben végzett csikánók száma összesen.

## Létrejötte
A Colegio közösségének számos tagja számára a legemlékezetesebb esemény 1974. május 16-án történt, amikor Cesar Chavez először látogatott el a főiskolára… Több mint hatszázan, többségében mexikói-amerikaiak gyűltek össze a Guadalupe épületben, hogy Chavezt láthassák és halhassák… Chavez beszédének nagy részét a szakszervezetek és a termelők közötti harcnak szentelte, és bojkottra szólított fel. De a Colegióról is beszélt, és bevallotta, „ha öt évvel korábban valaki azt mondja neki, hogy a mexikói-amerikaiak saját főiskolát alapítanak Oregonban, őrültnek tartotta volna”. „De ki tudja?” – mondta. „Lehet, hogy holnap mariachi fog szólni a Fehér Házban.”

A Colegio Cesar Chavez a térségben száz éve fennálló intézményekből fejlődött ki. 1888-ban a bencés nővérek akadémiát alapítottak, amely később főiskolává alakult, 1957-ben pedig koedukált lett. 
1966-ban az intézmény kétszer kapott szövetségi hitelt, melyet a campus bővítésére fordítottak. Hét évvel később tartozása egymillió dollárra rúgott. 1977-ben Ernesto Lopez a hallgatói ügyekért felelős dékán, Sonny Montes pedig a kisebbséghez tartozók arányának bővítéséért felelős igazgató lett. 1972-ben az intézmény 250 hallgatójából 37 volt mexikói származású.
Az Északnyugati Főiskolák Szövetsége a pénzügyi instabilitás és az alacsony hallgatói létszám miatt az iskola akkreditációját visszavonta, ezután a hallgatók és a munkatársak többsége is távozott. Lopezék az intézmény megmentése érdekében újrafogalmazták annak céljait, 1973-ban pedig Colegio Cesar Chavezre nevezték át. Céljuk volt egy mexikói-amerikaiak vagy csikánók által irányított, négyéves képzéseket indító főiskola kialakítása, ennek érdekében bevezették az akkor újdonságnak számító „főiskola falak nélkül” modellt. 1973-ban a főiskolai szövetség felvette tagjelöltjei közé.
Korábban felmerült, hogy az iskola Che Guevara, Ho Si Minh vagy a Guadalupei Szűzanya nevét viselje, de végül Cesar Chavez mellett döntöttek, mivel a mexikói-amerikaiak kulcsfigurája, a mezőgazdasági dolgozók tüntetéseinek vezéralakja volt. A mexikói-amerikaiak többsége a második világháború idején érkezett az USA északnyugati régiójába.
A hallgatóknak Cesar Chavez segítségével sikerült újratárgyalniuk a lakásminisztérium felé fennálló adósságukat. A csikánó militánsok összeállítottak egy stábot és hallgatókat toboroztak. Együtt megtették az első lépéseket a teljes akkreditáció felé. Önkéntesként segítettem nekik a dékáni ösztöndíj elnyeréséhez a kétnyelvű oktatás elindításához. A Colegión mexikói nemzetközi kurzust is oktattam.

## Főiskola falak nélkül
Az intézmény az „El Colegio Sin Paredes” („főiskola falak nélkül”) modell szerint működött, amelyben a hallgatók aktív szerepet vállaltak a térség lakosságának életében. A Kísérleti Főiskolák és Egyetemek Uniója által alapított program lehetővé tette több korcsoport bevonását, valamint aktívan bátorította az oktatókat a képzés tökéletesítésére, valamint a teljesítményértékelés alternatív módjaira. A modellben az oktatókat segítőknek, a Colegio polgárait pedig családnak (La Familia), melynek tagjai részt vehettek az intézményt befolyásoló döntésekben. Ebben a rendszerben minden hallgató rá volt kényszerítve a függetlenségre.
Az oktatás négy területből (társadalom-, bölcsészet- és természettudományok, valamint kommunikáció) állt, amelyek mindegyikéből 15 kreditet kellett megszerezni. Kreditátvitelre is lehetőség volt.

## Vezetői
Megalapítása óta a vezetők személye folyamatosan változott. A vezetők mindegyike súlyos szervezeti problémákkal szembesült. 1973-ban Ernesto Lopez, a Mt. Angel-i Főiskola elnökhelyettese lett az első rektor. A pozíciót egy évig töltötte be, majd a felmerült problémák miatt a pozíciót megfelezték: az adminisztrációs vezető Sonny Montes, az oktatási pedig Rose Romero lett.
Montes Lopezhez képest alacsonyabb iskolai végzettséggel és kevesebb szakmai tapasztalattal rendelkezett, de ezt szervezési képességeivel és a csikánók közötti beágyazottságával kompenzálta. Az intézmény a Montes-Romero-vezetés alatt lett az Északnyugati Főiskolák Szövetségének tagjelöltje. Montes távozása után az intézmény elnökségének tagja lett.
1977 és 1979 között az iskola vezetője a történelem szakos diplomával rendelkező Salvador Ramirez, az intézmény történelemprofesszora volt, aki a Coloradói Egyetemen és a Washingtoni Állami Egyetemen is dolgozott. Regnálása alatt megegyeztek a lakásminisztérium felé fennálló adósságról.
Az utolsó vezető 1979-től a tanár- és pszichológia szakos diplomával rendelkező Irma Gonzales volt, akinek fel kellett készítenie az iskolát az akkreditációra és stabil pénzügyi alapot kellett kialakítania. Regnálása alatt belharcok alakultak ki; ekkorra a csikánók többsége kiábrándult az intézményből.

## Infrastruktúra
A főiskola egyik nagyobb festménye egy végtelennek tűnő, bőségesen termő mezőt ábrázol. A többi falfestményhez hasonlóan fontos elem a Nap; itt a horizonton túl melegsége és csábítása inkább a közelgő napfelkeltét, és nem a napnyugtát sugallja. A jelenetet az előtérben lévő teraszon elhelyezett aranyszínű portálon keresztül nézzük, és talán, ahogy a PSU-n oktató (Tony) Cabello sugallja, a lehetőséget jelképezi az északra vándorlók számára. A festmény egy másik portál – a főiskola épületének főbejárata – mellett látható, amely ironikus kontrasztot képez a lehetőség rövid életű ígéretével, amelyet a főiskola működése testesít meg.

Az intézmény főépülete és elsődleges oktatási helyszíne az adminisztráció székhelye, a Huelga épület (a huelga spanyolul sztrájkot jelent) volt. A Mt. Angel-i Főiskola idejében Marmion néven női kollégium volt. A falakat mexikói témájú falfestmények díszítik; egyesek Diego Rivera stílusát viselik, míg másokon ősi azték szövegek láthatók. A felvételi iroda kandallója mellett egy Che Guevarát ábrázoló alkotás látható. A Huelga épülettől északra feküdt a két kollégium.
A művészeti épület egykor a Bernt család tulajdonában állt; amikor a főiskola tulajdonába került, Studio San Benitóra keresztelték át. A létesítmény 1980-ig üresen állt, amikor Arthur Omar Olivo gondnok és családja beköltözött. Miután összevesztek Irma Gonzalesszelel, 1982-ben, röviddel az iskola bezárása előtt kiköltöztek. A stúdió mellett állt a fazekas épület. Az 1980-as évek közepén mindkettőt elbontották. A Main Streeten állt a Guadalupe épület.

## Emlékezete
Nehéz lenne azt mondani, hogy a Colegio Cesar Chavez fontos szerepet játszott az USA felsőoktatásában… Azonban fontos szimbólum volt. A Colegio harca a túlélésért öt éven át az északnyugati újságok címlapján volt, vezetői pedig a nyilvánosság számára is jól ismertté váltak… Ugyan a csikánók északnyugati mozgalma az 1970-es évek közepén többől állt, mint a Colegio, semelyik más mozzanat nem kapott ekkora nyilvánosságot.
A főiskola bezárása után az épületek évekig üresen álltak, mígnem egy magánbefektető megvásárolta, és visszaadta eredeti tulajdonosainak, a bencés nővéreknek. Ma az iskola helyén a Szent József menedékház található. A nővérek Daniel Desiga College Without Walls című alkotását kivéve minden freskót átfestettek. Desiga festménye egy eperföldre néző boltívet ábrázol, amelyet úgy értelmeztek, hogy a mezőgazdasági munkásokra utal, mivel a hallgatók közül sokan maguk is munkások voltak vagy munkáscsaládból származtak.
Carlos Maldonado Colegio Cesar Chavez: 1973–1983 című könyvében leírta, hogy a főiskolát gyakran a „történelem leghosszabb ideig tartó haláltusájának” nevezték, és az intézmény történetének tanulmányozása „segít az új etnikai intézmények támogatóinak felvetni a megvalósíthatóság kérdéseit, előre látni a problémákat, és irányt mutatni az új és kifinomultabb intézmények létrehozásához.” Maldonado szerint a személyzet túl kis létszámú és felkészületlen volt egy főiskola létrehozásához, végül pedig belharcok alakultak ki; a „falak nélküli” modell miatt pedig nehéz volt közösséget építeni. Megjegyezte továbbá, hogy az intézményt a csikánó aktivizmus hanyatlásának idején, a politikai konzervativizmus erősödésekor alapították, amikor a kulturális programok szövetségi támogatása csökkent. A Mt. Angel-i Főiskolával szembeni ellenérzések a Colegióra is kihatottak, továbbá névadója a helyi farmerek körében ellentmondásos személyiség volt.
Az Oregoni Történelmi Társaság honlapja szerint a „falak nélküli” intézményben százan hallgattak kurzusokat csikánóügyek, gyermekfejlesztés és felnőttoktatás témakörében. Jelentős pénzügyi és adminisztratív problémák miatt a Colegio 1983-ban bezárt. Története egy alulról jövő mozgalom sikerét képviseli.
Az államban Cesar Chavez szakszervezete nem, csak a PCUN van jelen. Cipriano Ferrel alapító is a Cesar Chavezre járt; az alapítógyűléseket is itt tartották.
2009-ben az Oregon Public Broadcasting közzétette „What is Cesar Chavez's Connection to Oregon?” („Hogyan kötődik Cesar Chavez Oregonhoz?”) című cikkét, amiben kitérnek a vitára, ami a portlandi Cesar Chavez sugárút elnevezését kísérte: akik ellenezték az elnevezést, azzal érveltek, hogy Chavez nem kötődik az államhoz. A cikkben szerepel egy interjú egy férfival, aki Chavez mellett állt a kapitóliumi felszólalásakor. Továbbá Joseph Gallegos elmondta, hogy a főiskola a csikánók jelenlétének kritikus szimbóluma, és annak jele, hogy a négyéves képzéseket kínáló intézményekből kiszorultak.
Victor Parades szerint Chaveznek fontos volt az oktatás, és az, hogy iskolát neveztek el róla, a lehető legnagyobb elismerés a számára.
Egy olyan közösségben alapítottunk csikánó főiskolát, amely ellenségesen viszonyult Cesar Chavezhez és mozgalmához; egy közösségben, amely a mexikói-amerikaiakat inkább látta mezőgazdasági munkásoknak, mint hallgatóknak; egy közösségben, melynek tagjai éjszaka lyukakat lőttek a tábláinkba. De sikerült, a közösségnek – nem csak a Willamette-völgynek, hanem az egész államnak – adtunk valamit, amiért össze lehet fogni. Nemrég Mt. Angelbe utaztam, és láttam, hogy bizonyos értelemben még mindig él. A festmények megvannak, a campus pedig jó állapotú. A nővérek mezőgazdasági dolgozók szállásává alakították át. Amikor látom, hogy az épületeket használják, és hogy a kollégiumokban mezőgazdasági munkások laknak, és hogy képzési programok folynak, és hogy van ott menedékhely, úgy érzem, hogy nem volt elveszett ügy.

## Gyűjteménye
Az Oregoni Állami Egyetemen kiállított gyűjtemény Arthur Omar Olivo életét mutatja be. Olivo egy migránstáborban született mexikói szülők gyerekeként. Később San José-ba költöztek, ahol Olivo a munkaerőképző központ munkatársa lett; a főképp latinókat célzó programot Cesar Chavez finanszírozta. Az 1960-as és 1970-es években Olivo és Chavez barátok lettek. Olivo később a főiskola campusán élt családjával.

## Nevezetes személy
- Cipriano Ferrel, az oregoni mezőgazdasági dolgozók uniójának (PCUN) alapítója[18]

## Fordítás
- Ez a szócikk részben vagy egészben  a   Colegio Cesar Chavez című angol Wikipédia-szócikk ezen változatának fordításán alapul.  Az eredeti cikk szerkesztőit annak laptörténete sorolja fel. Ez a jelzés csupán a megfogalmazás eredetét és a szerzői jogokat jelzi, nem szolgál a cikkben szereplő információk forrásmegjelöléseként.